# 凍牌
《凍牌》是由志名坂高次所創作的日本漫畫作品。漫畫在秋田書店發行的「Young Champion」上連載，描寫過著白天當學生、夜晚打麻將的雙重生活的高中生。真人電影於2013年5月18日上映。電視動畫於2024年10月至2025年4月公開，由東魚工作室擔任動畫製作。

## 劇情簡介
高中生榊原圭有著「冰之K」的別稱，擁有非凡的記憶力，以及非常冷靜兼冷酷的麻將打法。在夜晚，以金錢、女人、臟器為賭注的地下麻將館中賺取金錢的他，有著在家中飼養少女的傳聞。

## 登場人物
K／榊原圭（聲：田邊幸輔）
本作的主人公。有「冰之K」的別稱，其非凡的記憶力和理論性的分析。總是冷靜沉着的現實主義者，很少會把感情表現出來。
阿米娜／榊原亞美奈（聲：菲魯茲·藍）
本作品的女主角之一。K所照顧的異國少女。在本作續篇《COLD GIRL》中已是高中生，並升格為主角。
堂嶋／安田薰（聲：武内駿輔）
外傳《牌王傳説LION》、《牌王血戰LION》的主人公。在裏麻將的世界裏是一名知名的麻將雀士。
高津則之（聲：小山剛志）
關東的黑社會組織，櫻輪會旗下的高津組組長。
桂木優／榊原優（聲：赤崎千夏）
本作品的女主角之一。K的青梅竹馬。教K打麻將的是她的父親。對K抱有戀愛感情，會擔心K會做某些危險的事情。
關光春（聲：關俊彦）
是一位“萬事通”，熟悉黑社會，介紹K踏入麻將的幕後世界擔任代打的人。
畑山（聲：子安武人）
一個慵懶但麻將技術紮實的大學生，喜歡罐裝咖啡。
愛（聲：日笠陽子）
打麻將的狠女人，她擁有非凡的洞察力。

## 電視動畫

#### 製作人員
- 原作：志名坂高次
- 導演：羽鳥潤
- 系列構成、劇本：國澤真理子
- 人物設定：姊崎早也花
- 美術監督：檜垣仁希
- 色彩設計：長谷川美穗
- 攝影、CG導演：丹羽拓也
- 音響監督：納谷僚介
- 音響製作：STUDIO MAUSU
- 音樂：白戶佑輔、岸田勇氣
- 動畫製作：東魚工作室
- 製作：高津組

### 主題曲
片頭曲
演唱、作詞、作曲、編曲：大石昌良。
片尾曲
（第1～12話）
演唱：，作詞、作曲、編曲：。
Tumbling Dice（第13～24話）
演唱：Enako×草野華餘子，作詞、作曲：草野華餘子，編曲：ARM。

### 各話列表
| 話數       | 標題       | 劇本       | 分鏡       | 演出              | 作畫監督 | 總作畫監督 | 首播日期       |
| ---------- | ---------- | ---------- | ---------- | ----------------- | --- | ---------- | -------------- |
| 第一話     | 少年       | 國澤真理子 | 羽鳥潤     | 秦義人            | 島田秀明 金海淑 金惠敏 范一航                                                                                           | 山田太郎   | 2024年 10月5日 |
| 第二話     | 少女       | 國澤真理子 | 羽鳥潤     | 毛應星            | 慧敏 瑞木晶 龍光 约拿單                                                                                                 | 明光 慧敏  | 10月12日       |
| 第三話     | 堂嶋       | 國澤真理子 | 飯田崇     | 中川聰            | Lee Jong man 杉本幸子 園田大勢 北條直明 閔賢叔 安孝貞                                                                   | 山田太郎   | 10月19日       |
| 第四話     | 畑山       | 淺川美也   | 荒谷萌衣   | 粟井重紀          | 南伸一郎 魏旭龍 廖雪宇 陳亮 李良鵬                                                                                      | 山田太郎   | 10月26日       |
| 第五話     | 小指       | 三浦浩兒   | 飯田崇     | 西村大樹          | 森口弘之 河島久美子 | 山田太郎   | 11月2日        |
| 第六話     | 選擇       | 國澤真理子 | 高橋知明   | 粟井重紀 青山未里 | 森悦史 片岡惠美子 西川健二 岡本惠里香 中島瑛介 EverGreen 世欣东方文化传媒 寧波麦冬映画                                  | 靈夢       | 11月9日        |
| 第七話     | 黑幕       | 三浦浩兒   | 飯田崇     | 毛心星            | 慧敏 瑞木晶 龍光 約拿單                                                                                                 | 明光 慧敏  | 11月16日       |
| 第八話     | 決死       | 淺川美也   | 飯野健太郎 | 雄谷將仁          | K_PRODUCTION 世欣東方文化傳媒                                                                                           | 山田太郎   | 11月23日       |
| 第九話     | 終局       | 國澤真理子 | 大原實     | 中川聰            | Lee Jong man 園田大勢 鵜池一馬 岩崎亮 關賢叔 安孝貞 樋口 里 寧波麥冬映畫 靈夢 王建 K_PRODUCTION 金海淑 世欣東方文化傳媒 | 山田太郎   | 11月30日       |
| 第十話     | 慧眼       | 三浦浩兒   | 荒谷萌衣   | 粟井重紀          | 南伸一郎 陳亮 世欣東方文化傳媒 寧波麥冬映畫 阿部咲夜                                                                    | 靈夢       | 12月7日        |
| 第十一話   | 暗鬼       | 淺川美也   | 飯田崇     | 青山未里          | 樋口 里 島田秀明 K_PRODUCTION 金惠敏 寧波麥冬映畫 江影 王建 世欣東方文化傳媒                                            | 靈夢       | 12月14日       |
| 第十二話   | 價值       | 三浦浩兒   | 高橋知明   | 森下葉子          | 南伸一郎 柏木信弘 片岡惠美子 高橋 平 新城真 RadPlus Revival 世欣東方文化傳媒                                            | 山口太郎   | 12月21日       |
| 第十三話   | 大會       | 國澤真理子 | 荒谷萌衣   | 毛應星            | 龍光 孫仁義 慧敏 瑞木晶 世欣东方文化传媒                                                                                | 明光       | 2025年 1月11日 |
| 第十四話   | 指尖       | 三浦浩兒   | 飯田崇     | 粟井重紀          | Lee Jong man 衫本幸子 關賢叔 安孝貞 K_PRODUCTION 世欣東方文化傳媒                                                       | 靈夢 江影  | 1月18日        |
| 第十五話   | 女王       | 淺川美也   | 高橋知明   | 雄谷將仁          | 金海淑 金惠敏 江影 | 江影       | 1月25日        |
| 第十六話   | 秘密       | 渡邊拓海   | 大原實     | 粟井重紀          | 櫻井木之實 南伸一郎 魏旭龍 廖雪宇 陳亮 世欣东方文化传媒                                                                 | 靈夢 江影  | 2月1日         |
| 第十七話   | 誤算       | 國澤真理子 | 飯田榮     | 毛應星            | 龍光 慧敏 瑞木晶 孫仁義                                                                                                 | 明光       | 2月8日         |
| 第十八話   | 背水       | 三浦浩兒   | 高橋知明   | 青山未里          | 九日 金海淑 金惠敏 | 山口太郎   | 2月15日        |
| 第十九話   | 神業       | 國澤真理子 | 飯田崇     | 粟井重紀          | Lee Jong man 杉本幸子 黄仁哲 安孝貞 王建 世欣东方文化传媒                                                               | 山口太郎   | 2月22日        |
| 第二十話   | 龍鳳       | 淺川美也   | 飯田崇     | 西村大樹          | 金海淑 金惠敏 世欣东方文化传媒                                                                                          | 靈夢 江影  | 3月1日         |
| 第二十一話 | 冰之男     | 國澤真理子 | 荒谷萌衣   | 清田健            | 南伸一郎 陳亮 金海淑 世欣东方文化传媒                                                                                   | 靈夢 江影  | 3月8日         |
| 第二十二話 | 二選一     | 渡邊拓海   | 飯田榮     | 毛應星            | 龍光 廖家来人 瑞木晶 | 明光       | 3月15日        |
| 第二十三話 | 絕望之館   | 三浦浩兒   | 荒谷萌衣   | 清田健            | 南伸一郎 魏旭龍 廖雪宇 陳亮 世欣东方文化传媒                                                                            | 山田太郎   | 3月22日        |
| 第二十四話 | 最後的勝者 | 淺川美也   | 大原實     | 毛應星            | 龍光 瑞木晶 约拿单 阿部咲夜                                                                                             | 明光       | 3月29日        |
| 第二十五話 | 人質       | 國澤真理子 | 飯田崇     | 西村大樹          | 寧波麦冬映画 世欣东方文化传媒                                                                                           | 山田太郎   | 4月5日         |

### BD
| 卷數 | 發行日期      | 收錄話數      | 規格編號   |
| ---- | ------------- | ------------- | ---------- |
| 1    | 2025年1月22日 | 第1話—第6話   | PCXP-51171 |
| 2    | 2025年3月26日 | 第7話—第12話  | PCXP-51172 |
| 3    | 2025年5月21日 | 第13話—第18話 | PCXP-51173 |
| 4    | 2025年7月23日 | 第19話—第25話 | PCXP-51174 |

## 外部連結
- 電視動畫官方網站（日語）